# Urdorf
Urdorf es una comuna suiza del cantón de Zúrich, situada en el distrito de Dietikon. Limita al noroeste y norte con la comuna de Dietikon, al noreste con Schlieren, al este con Zúrich, al sureste con Uitikon, al sur con Birmensdorf, y al suroeste con Rudolfstetten-Friedlisberg (AG) y Bergdietikon (AG).